# 神崎橋

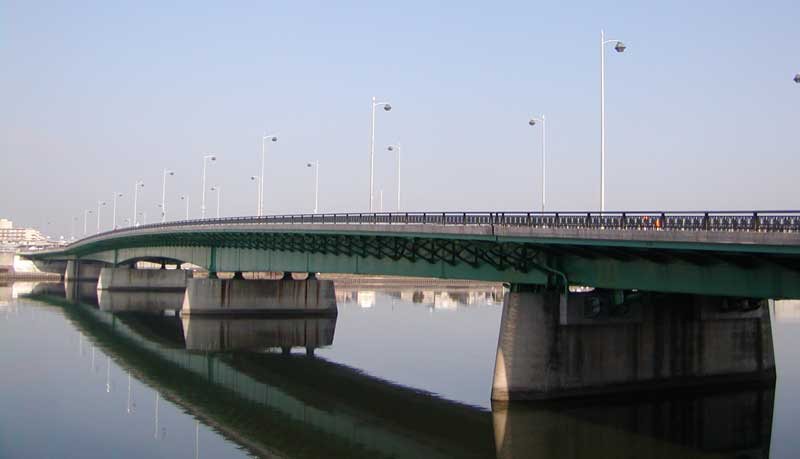
神崎橋（大阪市側から撮影）

神崎橋（かんざきばし）は、大阪府大阪市淀川区加島三丁目から兵庫県尼崎市西川を結ぶ、神崎川に架かる橋である。大阪府側では浪速の名橋50選に選定されている。

## 概要
橋の長さは321.2メートル、幅は21.5メートルの合成桁橋。現在使用中の橋は、1978年3月に架け替えられた。合成桁橋としては日本で最大規模とされている。
大阪府道・兵庫県道41号大阪伊丹線（大阪市側の通称「十三通」、尼崎市側の通称「近松線」）が通っている。

## 歴史
神崎橋の名前は「太平記」にも記されているが、南北朝時代に戦乱に巻き込まれて損壊したとされている。近代まで長らく橋は途絶え、渡し船が交通を担っていた。
近代の橋としては、1923年にこの地に最初の橋が架けられた。その後1953年、1978年の二度にわたって架け替えられている。1953年に架け替えられた橋は、日本初の合成桁橋だった。

## 近隣施設

### 橋東詰（大阪府側）
- JR東西線 加島駅
  - バスは加島駅前のほか「加島西」停留所が利用可能（大阪シティバス）。阪急バス（2020年7月廃止）を含め大阪駅方面へ頻発していたが、2021年現在は1時間4 - 6回程度。かつては加島駅よりも手前に神崎橋停留所も存在していた。
- 大阪市営神崎橋住宅
- 田辺三菱製薬大阪工場
- ヤマダ電機 テックランド淀川店

### 橋西詰（兵庫県側）
- 神崎
- 阪神バス（尼崎市内線）神崎橋バス停（大阪側にあった同名停留所とは別）・西川バス停
- 西川東公園
- 西川八幡神社